# Labor de Montoya
Labor de Montoya är en ort i Mexiko.   Den ligger i kommunen San Juan de los Lagos och delstaten Jalisco, i den centrala delen av landet, 400 km nordväst om huvudstaden Mexico City. Labor de Montoya ligger 1 845 meter över havet och antalet invånare är 113.
Terrängen runt Labor de Montoya är lite kuperad. Runt Labor de Montoya är det ganska tätbefolkat, med 56 invånare per kvadratkilometer. Närmaste större samhälle är San Juan de los Lagos, 17,5 km sydväst om Labor de Montoya. I omgivningarna runt Labor de Montoya växer huvudsakligen savannskog.